# Virus de la grippe A (H3N8)
Espèce
Classification phylogénétique
- Espèce : virus de la grippe A
  - sous-type H1N1
  - sous-type H1N2
  - sous-type H2N2
  - sous-type H2N3
  - sous-type H3N1
  - sous-type H3N2
  - sous-type H3N8
  - sous-type H5N1
  - sous-type H5N2
  - sous-type H5N3
  - sous-type H5N6
  - sous-type H5N8
  - sous-type H5N9
  - sous-type H6N1
  - sous-type H6N2
  - sous-type H7N1
  - sous-type H7N2
  - sous-type H7N3
  - sous-type H7N4
  - sous-type H7N7
  - sous-type H7N9
  - sous-type H9N2
  - sous-type H10N7

Le sous-type H3N8 du virus de la grippe A fait référence aux types de deux antigènes présents à la surface du virus : l'hémagglutinine de type 3 et la neuraminidase de type 8. Le virus de la grippe A est un virus à ARN monocaténaire de polarité négative à génome segmenté (8 segments) qui appartient au genre Alphainfluenzavirus de la famille des Orthomyxoviridae. Le sous-type H3N8 est endémique chez les chevaux, les oiseaux et les chiens, ainsi peut-être que chez les pinnipèdes (phoques, otaries et morses) ; il a été transmis expérimentalement au chat. Il est probablement à l'origine de la pandémie de grippe de 1889-1890, ainsi que d'une autre épidémie en 1898-1900. Il serait à l'origine du quart des infections par la grippe aviaire chez les canards sauvages.
Le sous-type H3N8 est, avec le sous-type H7N7, l'un des deux virus à l'origine de la grippe équine. Il est également à l'origine de la grippe canine. Il se développe dans les cellules épithéliales des voies respiratoires supérieures des chevaux et se transmet essentiellement par voie aérienne sous forme d'aérosols diffusés par la toux ou simplement par la respiration. Le virus peut ainsi être dispersé jusqu'à près de 50 m et survivre à l'air libre jusqu'à 48 heures sur différentes surfaces. Il est relativement fragile et peut être facilement détruit par la chaleur, le froid, la dessiccation et les désinfectants.
La période d'incubation est généralement assez brève, de 1 à 3 jours, pouvant cependant s'étendre jusqu'à une semaine dans certains cas. Une fièvre de 39 à 40,5 °C, une toux sèche fréquente pendant plusieurs semaines, un écoulement des naseaux et une infection bactérienne secondaire sont quelques-uns des signes cliniques de l'infection par le virus de la grippe équine. Le diagnostic est réalisé par l'isolement du virus dans le pharynx ou par l'observation d'une forte augmentation du titre en anticorps contre ce virus dans le sérum des chevaux. D'autres signes cliniques peuvent inclure une décharge nasale mucoïde légère ou séreuse, un larmoiement, des ganglions lymphatiques sous-mandibulaires tendres mais rarement gonflés, une congestion des muqueuses nasale et conjonctivale, une tachypnée, une tachycardie, un œdème des membres, ainsi que des douleurs et une raideur musculaires.
En avril 2022, la Chine affirme avoir détecté un premier cas de transmission chez l'humain, à travers le cas d'un enfant de 4 ans dans la province de Henan et dont la famille élevait des poulets. Le 16 mars 2023, une femme chinoise décède des suites de la grippe aviaire H3N8. Le virus n'avait jusqu'alors pas entraîné la mort d'humains selon l'OMS,. 